# Lepomis megalotis
A Lepomis megalotis a sugarasúszójú halak (Actinopterygii) osztályának sügéralakúak (Perciformes) rendjébe, ezen belül a díszsügérfélék (Centrarchidae) családjába tartozó faj.

## Előfordulása
A Lepomis megalotis előfordulási területe az észak-amerikai kontinensen van. Északkelet-Mexikótól kezdve, északra egészen a Nagy-tavakig található meg.
A korábban Lepomis megalotis peltastes-ként számon tartott alfaját, manapság önálló faji szintre emelték Lepomis peltastes név alatt. Ez a hal kihalt a Mississippi alsó szakaszából.

## Megjelenése
Ez a hal általában 11,5 centiméter hosszú, azonban 24 centiméteresre és 790 grammosra is megnőhet.

## Életmódja
Édesvízi halfaj, amely a lassan folyó vizeket és a vízinövényekkel benőtt térségeket kedveli. Apró vízi gerinctelenekkel, rovarokkal és azok lárváival, valamint kisebb halakkal táplálkozik.
Legfeljebb 6 évig él.

## Szaporodása
Íváskor sűrű ívókolóniákat alkot. A hím kijelöl magának egy területet és fészket váj belé. A nőstény a neki legmegfelelőbb hímet és fészkelőhelyet kutatja fel. Miután rátalált a két hal körkörösen úszkál a fészek peremén, aztán megállnak ívni. Ívás után a hím elkergetheti a nőstényt; de a nőstény egy idő múlva visszatérhet ide vagy akár más hímet kereshet.

## Felhasználása
Ezt a halat főleg a városi akváriumok tartják.

## Képek

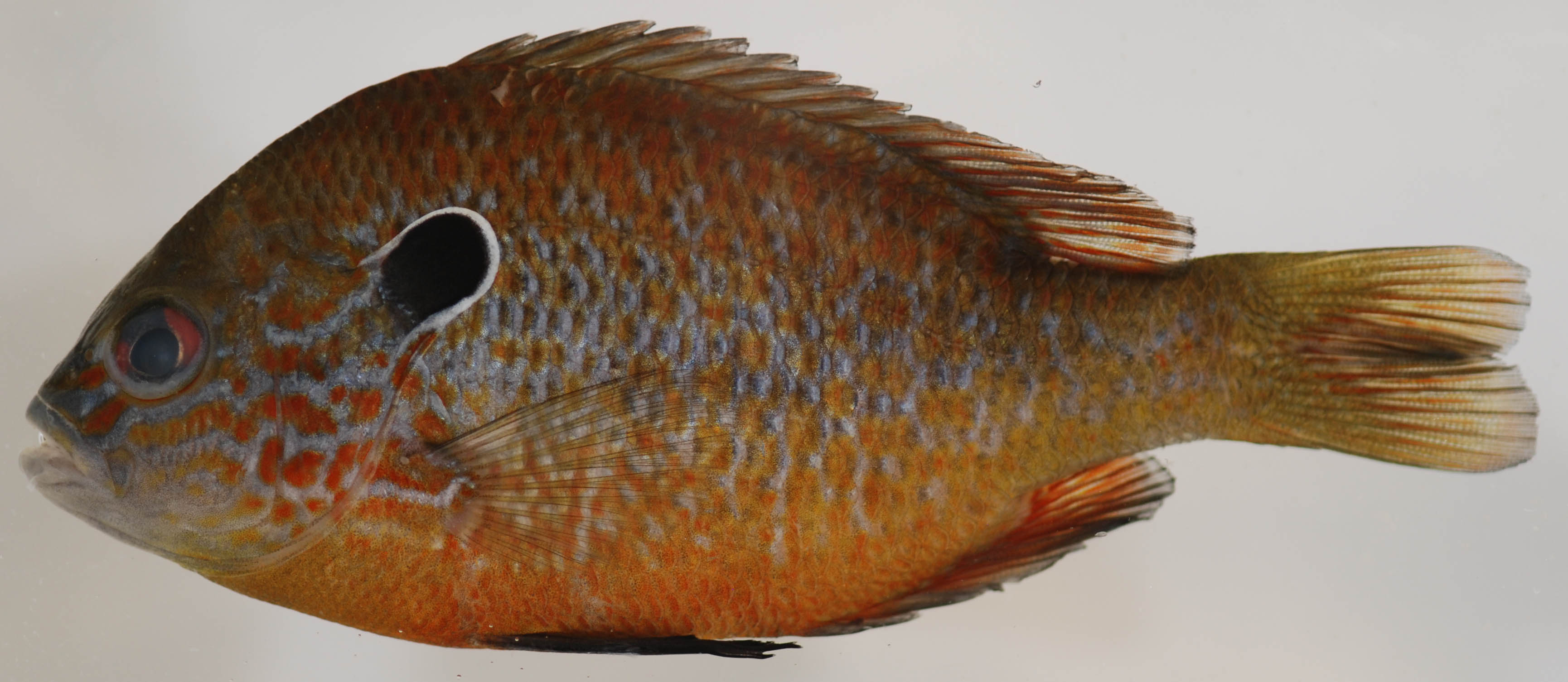
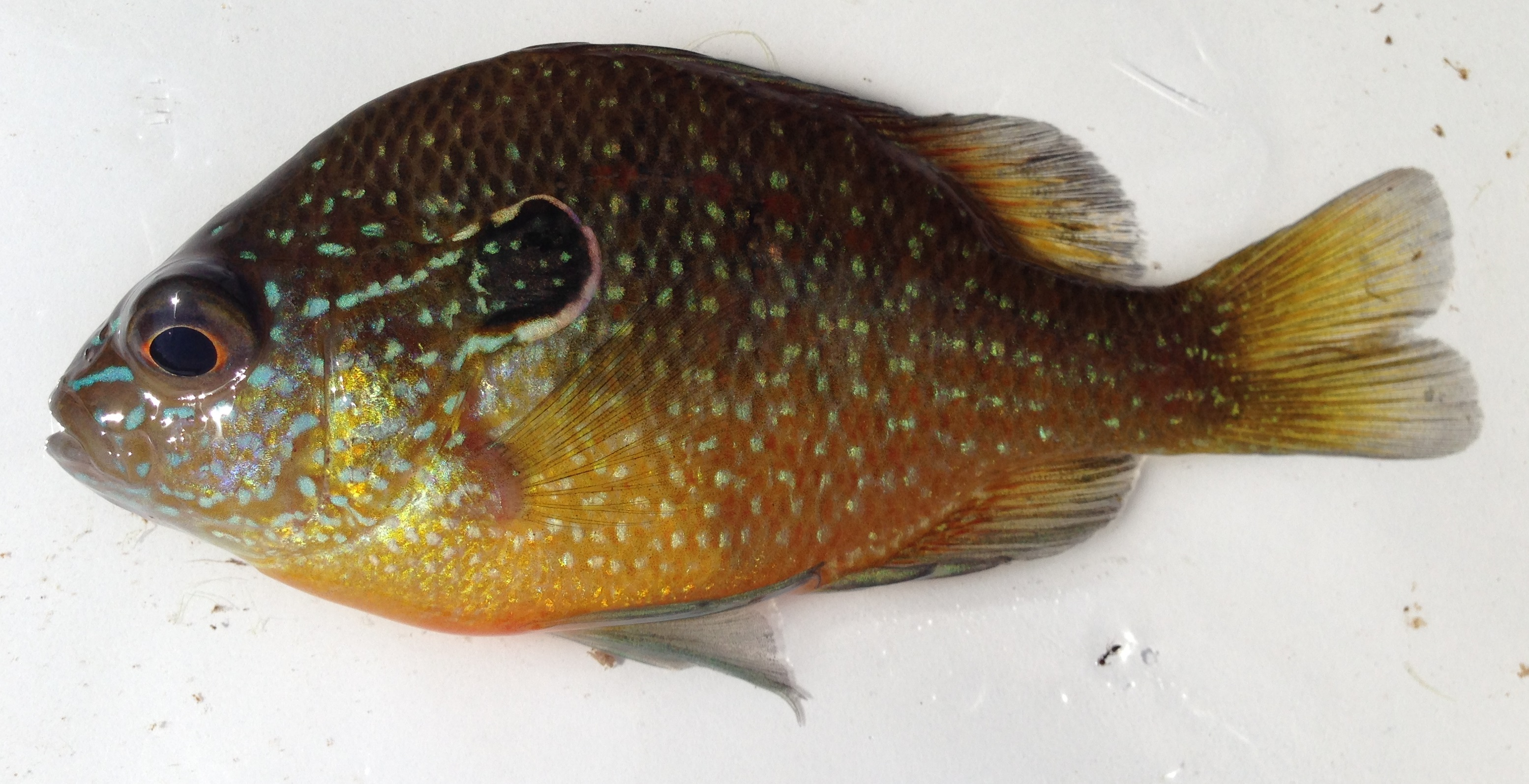
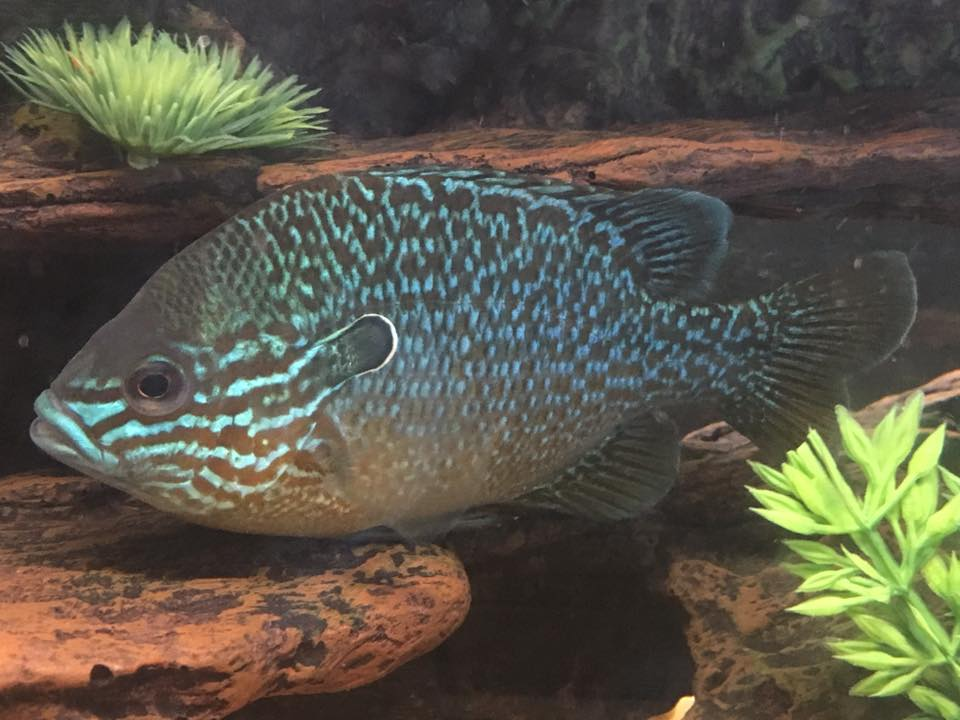
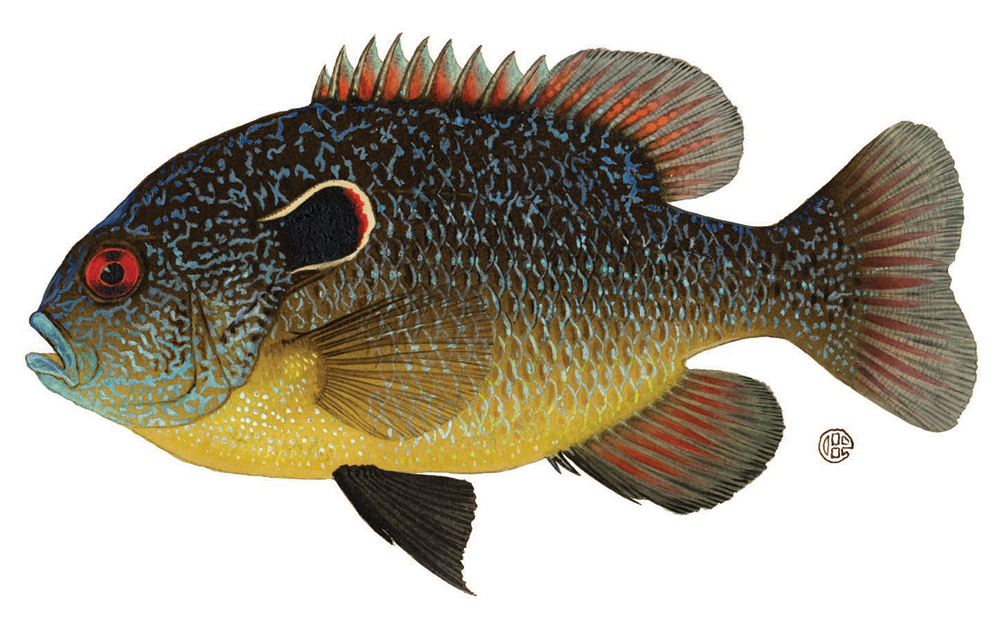